# Buskia seriata
Buskia seriata är en mossdjursart som beskrevs av Jacqueline A. Soule 1953. Buskia seriata ingår i släktet Buskia och familjen Buskiidae. Inga underarter finns listade i Catalogue of Life.